# Gyöngy dánió
A gyöngy dánió (Danio margaritatus, régebben Celestichthys margaritatus) más néven galaxy razbóra a csontos halak (Osteichthyes) osztályába, a pontyalakúak (Cypriniformes) rendjébe és a pontyfélék (Cyprinidae) családjába tartozik.

## Előfordulása
Endemikus faj, mely 2006-os felfedezése óta eddig csak Mianmar egy kicsiny területéről és Thaiföldről került elő. A faj felfedezésének helyét a Salween folyó vízgyűjtő területéhez tartozó, 1000 méteres tengerszint feletti magasságban fekvő Nam Lang és Nam Pawn folyók vízinövényzetben gazdag vizei, valamint az esőzések után megmaradt sekély vizű, ideiglenes tavak, elöntött árterek jelentik nem messze Hopong városától. Előfordulási területe északkeletre található a legtöbb dániófajnak otthont adó Inle-tótól.

## Története
Az első példányát 2006 augusztusában jelentette egy vadvízen halászó akváriumihal-kereskedő. Megtalálása óta a gyöngy dánió mérete és színe miatt rendkívül népszerűvé vált az akvaristák körében, hazánkban beszerzése régebben nehéz feladat volt, de manapság már elég sokan szaporítják ezt a halacskát, és a kereskedésekben is egyre gyakoribb. Azonban hogyha az üzletben "rongyos" úszójú halat látunk, az valószínűleg vadon befogott, és beakvarizálatlan, tehát kezdőknek nem ajánlott, de a már akváriumban született halak, egy kezdő akvaristának is ideálisak. Mivel a faj felfedezésekor a biológusok előfordulásának csak kis területeit ismerték, ezért élőhelyét a kutatók először megpróbálták eltitkolni a nyilvánosság elől – sikertelenül. Amióta fény derült a halak lelőhelyére, gyöngy dániók tízezreit exportálták elsősorban Európába, Észak-Amerikába és Japánba, így egyes híradások szerint a kihalás szélére sodorva a fajt és teljesen tönkretéve annak eredeti élőhelyét. Habár később ezen vészjósló becslések túlzónak bizonyultak, sokak szerint a jövőben a faj egyetlen esélye a fennmaradásra a mesterséges szaporítása lesz. (lásd: "Szaporítása")

A mianmari kormány 2007-ben végül betiltotta a gyöngy dániók exportját, melynek következtében a halak újból megjelentek a lehalászott területeken. A tiltás ellenére az állatkereskedések akváriumaiban azonban mind a mai napig előfordulhatnak vadon befogott példányok, ugyanis a gyöngy dániók begyűjtése a helyi lakosok számára kiváló pénzkereseti lehetőséget jelent. 2007-ben egy mianmari halász napi keresete a gyöngy dániók miatt elérte a 750 mianmari kjapot (az akkori, 2007-es árfolyam szerint ez kb. 80 eurót jelentett). 

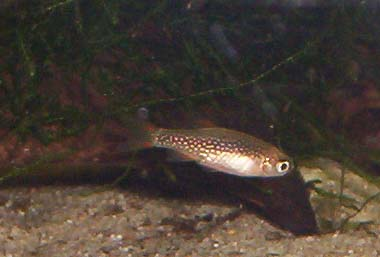
Kifejlett nőstény

## Megjelenése
Testhossza mindössze 2 cm. Kerekded testét sötétkék alapon apró világos aranyszínű foltok borítják, úszói fekete szegélyű, élénkvörös mintákkal tarkítottak. A fajra jellemző a szexuális dimorfizmus, azaz a nemek között megjelenésbeli különbségek fedezhetők fel. A hímek színezete élénkebb, míg a nőstények halványabbak, sokszor kisebbek (kb. 1.5 cm) és alakjuk ikráktól teltebb. Az egyik legszembeszökőbb különbségként nőstények hasán világos, fehéres folt figyelhető meg. Mindkét nem háta zöldes-bronzfényű, kopoltyúfedőik áttetszőek. A nemek további megkülönböztetésére szolgálnak a hímek száján megfigyelhető apró fekete pontok, melyek a nőstényeknél teljes egészében hiányoznak. Ívási időszakban a hímek színe még élénkebb, a nőstények ivarnyílásánál pedig egy sötét folt figyelhető meg. A nemek közötti különbségek jól megfigyelhetők az alábbi képeken: hím, nőstény, mindkét nem együtt. A fiatal egyedek világosan sávozott mintája később a kifejlett halra jellemző apró foltokká alakul át.

## Rendszertana
Felfedezésekor a gyöngy dániót elsőként a Microrasbora erythromicron-hoz (kép róla) való rendkívüli hasonlósága miatt Microrasbora halnembe sorolták és a Celestichthys margaritatus latin nevet kapta a hal. A későbbi, 2008-ban elvégzett genetikai kutatások azonban bebizonyították, hogy sem a Microrasbora erythromicron, sem a gyöngy dánió nem tartozik a Microrasbórák közé és mindkettejüket átsorolták a Danio halnembe, ezáltal a latin nevét is Danio margaritatus-ra változtatva.

### Természetvédelmi besorolása
Mivel viszonylag újonnan felfedezett fajról van szó, ezért a természetvédelmi besorolása még nem eldöntött, de jó eséllyel meg fogja kapni a veszélyeztetett státuszt.

## Életmódja
Őshazájában a sekély vizű árterek, valamint az esőzés és a magas talajvíz által ideiglenesen kialakuló, jellemzően lúgos kémhatású tavacskák lakója. A sekély vízállás miatt a víz hőmérséklete 20-25 °C között ingadozik, ebből következik, hogy a hal is jól viseli a víz pár fokos hőingását. Más dániófélékkel ellentétben nem a nyílt vizek gyors mozgású lakója, mindinkább a vízinövényekkel, főleg békatutajfélékkel és hínárral sűrűn benőtt vizeket kedveli. Mozgása egyedi, tipikusan valamilyen rejtekhely mögül, mozdulatlanul várja az arra tévedő apró táplálékát.
Élőhelye ideiglenes jellegéből adódóan nem sok halnak ad otthont, ezért leszámítva egyetlen ismert ragadozóját, egy burmai kígyófejűhalat (Channa harcourtbutleri – kép), jelentős természetes ellensége sincs. A gyöngy dániót a helyi lakosok a 2006-os "felfedezése" előtt is halászták és a legszegényebb réteg kiegészítő táplálékául szolgált.

## Szaporodása
Szaporodása speciálisan alkalmazkodott élőhelyének sajátosságaihoz. A víz paramétereinek kiszámíthatatlansága miatt a gyöngy dániónál nem alakult ki ívási szezon, párzásuk inkább szakaszosnak mondható, máig tisztázatlan időközökkel. A gyöngy dánióknál is megfigyelhető a dániófélékre jellemző ívási üldözés, azonban ennek időtartama és távolsága is rövid és sokkal inkább a nőstény alkalmasságának felmérésére szolgál, mintsem az ikrázás szerves része volna. A rövid kergetőzés után a párok behúzódnak a növényzet egy sűrűbb részébe ívni. A nőstény minden egyes ívás alkalmával kis számú, 20-30 ikrát rak. Ha egy másik hím gyöngy dánió észrevesz egy ívásra kész párt, sokszor követi azokat a sűrűbe. Az még nem tisztázott, hogy ilyen esetekben a betolakodó hím megtermékenyíteni, vagy megenni akarja-e a frissen lerakott ikrákat. Éppen ezért a hímek íváskor más hímektől elszántan védik az ívási területüket. Egy vetélytárs feltűnésekor gyorsan, egymásután többször is kifeszítik vörös úszóikat, felvillantva azok vörös mintázatát. Ha nem rettentették el a betolakodót, neki is támadhatnak, és kíméletlenül megcsipkedik a másik úszóit. A párzási periódusokon kívül a halak egymással nemre való tekintet nélkül elvegyülnek.
Az ikrák mérete változó, a legnagyobbak átmérője 1.0-1.3 mm, azaz valamivel kisebb, mint a hal mintázatán fellelhető foltok. A lárvák 24-25 °C-on 3-4 nap alatt kelnek ki. Közvetlenül a kikelés után színük sötét, mely hatására rendkívül beleolvadnak környezetükbe. Négy nap múlva – mely az ilyen kis pontyféléknél szokatlanul hosszú idő – a szikzacskójuk felszívódása után az ivadékok elúsznak és ezzel együtt színük is egyre világosabbá válik. A kikelést követő 8-10 héttel később az ifjoncok alakja már nagyban hasonlít a felnőttekére, újabb két hét múlva pedig már láthatóvá válik a kifejlett állatokra jellemző világos aranyszín pettyezés.

## Akváriumi tartása

### Tartási körülményei
Akváriumi tartása könnyű, gondozása azonban elsősorban tenyésztők számára ajánlott, akik mesterséges szaporítás útján segíthetnek kiváltani boltokból a vadon befogott példányokat. A gyöngy dánió sem a hőmérsékletre (21-24 °C), sem vízminőségre nem túl érzékeny, a számára előkészített csapvízben is tartható, de ha azt szeretnénk, hogy igazán jól érezze magát, egy kicsit lágy vízben tartsuk. Mivel mozgásigénye nem nagy, ezért tágas medencét nem igényel, ellenben búvóhelyeket annál inkább, így akváriumát mindenképp sűrűn ültessük be növényzettel és esetleg kisebb-nagyobb ágakkal, kövekkel! A többi dániófajjal ellentétben nem igazi csapathal, azaz már kis számú fajtársával együtt is jól érzi magát. Jól társítható más, hasonló méretű békés halakkal pl. neonhalakkal, vörös neonnal vagy éppen kis méretű razbórákkal.

### Etetése
Etetése egyszerű, kezdőknek sem jelenthet gondot. Elfogadja az élő vagy fagyasztott cyclopst (kandicsrákot), daphniát (vízibolhát) diaptomust, tubifexet, artemiát (sórákot), de a díszhaltápot is, amennyiben az elég apró szemű.

### Szaporítása
Sikeres szaporításához elengedhetetlen az eredeti életkörülményeihez hasonló közeg biztosítása, mint például a dúsan növényesített akvárium, valamint a bőséges természetes fény. A kiválasztott tenyészállatokat minél több élő eleséggel hozhatjuk az íváshoz megfelelő kondícióba. Az ikrák és lárvák, valamint az ívásra kész állatok külalakjának és viselkedésének leírását lásd a "Szaporodása" részben leírtaknál.
Ívatása történhet a társas akváriumban és külön ívató medencében is. Ez utóbbi esetben az ikrák és az ivadékok túlélési esélyei természetesen sokkal jobbak. Ívató akvárium használatakor ügyeljünk rá, hogy a kevés számú nőstény mellé mindenképp csak egyetlen hím kerüljön, így elejét vehetjük a hímek közti torzsalkodásnak. Mind a kifejlett, mind a fiatal egyedek megehetik az ikrákat és az ivadékokat, ezért a védelmük érdekében mindenképpen érdemes elkülöníteni őket. Az ívató medencének kis méretű akváriumot használjunk, melyben a halak könnyedén megtaláljék egymást. Búvóhelyül jávai mohát, hínárt vagy akár perlonvatta csomót is alkalmazhatunk. Az ikrarakás bekövetkezte a bizonytalan idejű ívási periódusok miatt előre megjósolhatatlan, a leendő szülők elkülönítése így egy naptól akár két-három hétig is eltarthat. Az ivadékok infusoriával, főtt tojás sárgájának szuszpenziójával, porrá őrölt ivadékeleséggel indíthatók, később frissen keltett sórák naupliával jól nevelhetők.

## Fordítás
- Ez a szócikk részben vagy egészben  a   Danio margaritatus című angol Wikipédia-szócikk fordításán alapul.  Az eredeti cikk szerkesztőit annak laptörténete sorolja fel. Ez a jelzés csupán a megfogalmazás eredetét és a szerzői jogokat jelzi, nem szolgál a cikkben szereplő információk forrásmegjelöléseként.

### Képek
- Képek az interneten a fajról

### Videók
- Gyöngy dániók egyedi ívási kergetőzése
- Gyöngy dániók akváriumban (jó minőségű)
- További videók a gyöngy dánióról a YouTube-ról